# 1705 год в музыке

## События
- Иоганн Себастьян Бах самовольно отлучился в Любек на несколько месяцев, желая лично услышать игру датско-немецкого органиста Дитриха Букстехуде, что вызвало недовольство властей.[1]
- Алессандро Скарлатти отмечает, что написал 88 опер за последние 23 года.
- Английский композитор и органист Уильям Крофт женится на Мэри Джордж.
- Французский скрипач и композитор Жан-Фери Ребель присоединяется к оркестру «24 скрипки короля» (фр. Les Vingt-quatre Violons du Roi).

## Классическая музыка
- Фридрих Николаус Брунс (Friedrich Nicolaus Bruhns) — пассион St Mark Passion (ранее автором считался Райнхард Кайзер).

## Опера
- Антонио Кальдара — L’Arminia.
- Томас Клейтон (англ. Thomas Clayton), Никола Франческо Хайм (итал. Nicola Francesco Haym) и Шарль Дьёпар (фр. Charles Dieupart) — «Арсиноя, королева Кипра» (англ. Arsinoe, Queen of Cyprus) для лондонского театра Друри-Лейн.
- Франческо Гаспарини (итал. Francesco Gasparini) — Statira.
- Георг Фридрих Гендель — «Альмира, королева Кастилии» (англ. Almira, Königin von Castilien), премьера состоялась в Гамбурге.

## Родились
- 24 января — Фаринелли, знаменитый итальянский певец-кастрат (умер 17 сентября 1782).
- 20 февраля — Николя Шедевиль, французский композитор, изготавливавший и игравший на мюзете (разновидность волынки) (умер 6 августа 1782).
- 28 сентября — Иоганн Петер Кельнер (нем. Johann Peter Kellner), немецкий органист и композитор, отец Иоганна Кристофа Кельнера (умер 19 апреля 1772).
- 5 ноября — Луи-Габриэль Гиймен (фр. Louis-Gabriel Guillemain), французский композитор и скрипач (умер 1 октября 1770).
- 29 ноября — Майкл Кристиан Фестинг (англ. Michael Christian Festing), английский скрипач-виртуоз и композитор (умер 24 июля 1752).

Дата неизвестна —
- Луи Аршимбо (англ. Louis Archimbaud), французский органист и композитор, один из последних представителей стиля барокко французской органной школы (умер в 1789).
- Никола Сабатино (итал. Nicola Sabatino), итальянский композитор (умер в 1796).

Вероятно: Жозеф-Николя-Панкрас Руайе (фр. Joseph-Nicolas-Pancrace Royer), французский композитор и клавесинист (умер 11 января 1755).

## Умерли
- Февраль — Пьер Бошан (фр. Pierre Beauchamp), французский балетный танцовщик, хореограф и композитор, положивший начало перерастанию танца в балет, первый руководитель балетной труппы французской Королевской академии музыки (родился 30 октября 1631).
- 5 февраля — Жан Жиль (фр. Jean Gilles), французский композитор (родился 8 января 1668).
- 17 апреля — Иоганн Пауль фон Вестхоф (нем. Johann Paul von Westhoff), немецкий скрипач и композитор шведского происхождению (родился в 1656).
- 1 декабря — Иеремия Кларк, английский барочный композитор и органист (родился в 1674).
- 13 июня — Николас Стаггинс (англ. Nicholas Staggins), английский композитор, мастер королевской музыки (дата и год рождения неизвестны).

Вероятно: Джованни Баттиста Роджери (итал. Giovanni Battista Rogeri), итальянский скрипичный мастер (родился в 1650).